# شهرستان کالهاون (میشیگان)
شهرستان کالهاون، میشیگان (به انگلیسی: Calhoun County, Michigan) یک سکونتگاه مسکونی در ایالات متحده آمریکا است که در میشیگان واقع شده‌است.